# ديمبا
إديتكو فييرا دي اندرادي (بالبرتغالية: Dimba‏) أو بالمختصر ديمبا، مواليد 1973 وهو لاعب كرة قدم برازيلي انتقل لنادي الاتحاد السعودي عام 2004 قادما من نادي قوباس البرازيلي ولكنه لم يوفق وأصيب.

## روابط خارجية
- ديمبا على موقع قاعدة بيانات كرة القدم.إي يو (الإنجليزية)
- ديمبا على موقع Soccerway.com (الإنجليزية)
- ديمبا على موقع كووورة